# Pałac Goldsteinów
Pałac Goldsteinów (czasami nazywany „Pałacem Przemysłowców” lub „Willą Goldsteinów”) – neorenesansowa willa braci Abrahama i Josefa (Josepha) Goldsteinów, położona w zachodniej części śródmieścia Katowic, na rogu placu Wolności i ul. Jana Matejki.

## Historia
Goldsteinowie przybyli z Królestwa Polskiego do Katowic, by założyć kolejny z sieci swych tartaków, które posiadali po obu stronach granicy prusko-rosyjskiej. Budowę pałacu ukończono w 1872 roku.
Bracia Goldsteinowie mieli tartaki w wielu miastach, w tym także w Katowicach, na tyłach pałacu. W 1892 miał miejsce pożar tartaku. W 1893, ze względu na duże straty poniesione w wyniku pożaru, Goldsteinowie przenieśli firmę do Wrocławia, a posiadłość sprzedali firmie „Kohlen Produzenten Georg von Giesches Erben”. Przed II wojną światową mieściła się w nim „Izba Przemysłowo-Handlowa”, natomiast w latach 1952−1990 Towarzystwo Przyjaźni Polsko-Radzieckiej oraz kino „Przyjaźń”. W piwnicach pałacu od roku powstania, czyli 1975 występował teatr awangardowy „12a” (nazwany od numeru budynku) działający w ramach działalności klubu studenckiego „PULS”, w którym odbywał też się m.in. pierwszy festiwal Rawa Blues. Na przełomie wieków działał w Pałacu Big Bank oraz biura Śląskiego Domu Maklerskiego, mieściła się tu też restauracja „Kolumb”, a od 2010 ma tu swoją siedzibę urząd stanu cywilnego. Właścicielem pałacu jest miasto.

## Architektura
Pałac jest reprezentacyjną willą z lat siedemdziesiątych XIX wieku (między 1870 a 1875). Ma dwie kondygnacje. Elewacje zewnętrzne są zdobione bogatą dekoracją sztukatorską i kamieniarską. W bocznej elewacji znajdują się rzeźby przedstawiające trzy postacie kobiece – alegorie przemysłu, nauki i sztuk pięknych. Postacie trzymają: młotek, lokomotywę, książkę, pochodnię, zwój i paletę malarską.
We wnętrzu jest natomiast reprezentacyjna klatka schodowa i hall z bogatą dekoracją malarską z dużą ilością złoceń. Sala posiedzeń posiada strop kasetonowy, wykładany bogato złoconym kurdybanem. O majętności właścicieli pałacu świadczą również marmury, z których zrobione zostały posadzki, oraz wykorzystanie piaskowca, wysokiej jakości drewna i liczne złocenia. Na każdej kondygnacji znajdowało się osiem lub dziewięć pokojów „pańskich”, kuchnia, spiżarnia, łazienka oraz dwa pokoje dla służby. Obecna sala posiedzeń na I piętrze jest prawdopodobnie dawną salą balową.
Architekt pałacu jest nieznany, lecz historycy podejrzewają, że pochodził z Berlina.